# ドイツ自由思想家党
ドイツ自由思想家党（ドイツ語: Deutsche Freisinnige Partei、略称DFP）は帝政時代のドイツの自由主義左派政党。1884年にドイツ進歩党と自由主義連合が合同して結党したが、1893年に自由主義左派政党自由思想家人民党と自由主義中道政党自由思想家連合に分裂して解党した。

## 党史
首相ビスマルクに反対するブルジョワ自由主義左派政党としてはドイツ統一前からドイツ進歩党が存在した。一方自由主義右派政党国民自由党内でも1870年代後半からの保護貿易論の高まりの中で1880年8月にはルートヴィヒ・バンベルガーやエドゥアルト・ラスカーら自由貿易を奉じる党内左派議員28名が右派の党首ルドルフ・フォン・ベニクセンの親ビスマルク方針や保護貿易方針に反対して離党し、ほどなく自由主義左派政党自由主義連合を結成するようになった。
1882年にビスマルクが財政改革の一環としてタバコ専売を企図した際、進歩党左派は抗議運動を組織し、タバコ専売法案は帝国議会で否決された。この成功で進歩党左派の指導者オイゲン・リヒターのリーダーシップが強まった。リヒターは自由主義連合と合同することによって自由主義左派内における自らの指導権を確保しようとし、1884年3月5日に進歩党と自由主義連合は合同し、ドイツ自由思想家党を結成することになった。
結党直後の1884年10月の帝国議会選挙でドイツ自由思想家党は国民自由党を超える67議席を獲得し、ビスマルクを脅威した。
1887年の帝国議会選挙ではビスマルクが保守党、帝国党、国民自由党に「カルテル」と呼ばれる選挙協定を結ばせたことが功を奏し、ドイツ自由思想家党は67議席から32議席へ激減した。
ビスマルク首相下最後の選挙である1890年の帝国議会選挙は、カルテルが敗北し、自由思想家党も66議席に回復した。
しかしリヒターの左派的な党指導に対しては、バンベルガーやテオドール・バルトら中道的な者たちが不満を抱いており、内部分裂が起きるようになった。1893年5月6日の首相レオ・フォン・カプリヴィの陸軍軍人増員法案の採決の際に自由思想家党はリヒターら法案反対の多数派とバンベルガーら法案賛成派に分裂した。これにより、前者は自由思想家人民党、後者は自由思想家連合を結党し、ドイツ自由思想家党は解党することになった。この分裂の影響で直後の帝国議会選挙は両党合わせても37議席しか取れなかった。
両党は1910年になってドイツ人民党も加わって進歩人民党として再結集することになる。

## 主な所属議員
- ルートヴィヒ・バンベルガー（ドイツ語版）
- テオドール・バルト（ドイツ語版）
- マックス・フォン・フォルケンベック（ドイツ語版）
- アルベルト・ヘーネル（ドイツ語版）
- マックス・ヒルシュ（ドイツ語版）
- アルベルト・カルトホフ（ドイツ語版）
- ルートヴィヒ・レーヴェ（ドイツ語版）
- テオドール・モムゼン
- オイゲン・リヒター（ドイツ語版）
- ハインリヒ・リッケルト（ドイツ語版）
- ゲオルク・フォン・ジーメンス（ドイツ語版）
- ルドルフ・ルートヴィヒ・カール・フィルヒョウ

## 帝国議会選挙の党勢
| 選挙日         | 得票        | 得票率 | 得票順位 | 獲得議席（総議席） | 議席順位 |
| -------------- | ----------- | ------ | -------- | ------------------ | -------- |
| 1884年10月28日 | 997,000票   | 17.6%  | 第2党    | 67議席（397議席）  | 第3党    |
| 1887年2月21日  | 973,100票   | 12.9%  | 第4党    | 32議席（397議席）  | 第5党    |
| 1890年2月20日  | 1,159,900票 | 16.0%  | 第4党    | 66議席（397議席）  | 第3党    |